# 宮澤栄一
宮澤 栄一（みやざわ えいいち、1972年7月19日 - ）は、日本の実業家。株式会社デジタルハーツホールディングス創業者・取締役会長。

## 人物・来歴
栃木県河内郡上三川町出身。1991年栃木県立真岡高等学校卒業後、宮澤商事に入社し、家業のパチンコ店経営に従事。しかし、経営不振から清算することとなり、1996年退社。その後、作詞家を志して東京都に出て、天誅参の主題歌「紅の華」、研ナオコ35周年記念曲などを手掛け、ゲーム会社でデバッグや攻略本製作のアルバイトをして生活していたが、2001年にフリーター仲間6人でデジタルハーツを設立し、同社代表取締役社長に就任。2006年デジタルハーツ代表取締役社長兼CEO。デバッグサービスの提供を行い、2008年に東京証券取引所マザーズに上場。2011年には東京証券取引所市場第一部へ市場変更を果たした。2013年持株会社のハーツユナイテッドグループ（のちのデジタルハーツホールディングス）を設立し、同社代表取締役社長CEOに就任。2014年企業家賞受賞。2015年日本eスポーツ協会理事。2017年デジタルハーツホールデングス取締役会長。2019年内閣サイバーセキュリティ戦略本部員。2020年上三川町自治功労者表彰（金品寄附）受賞。